# Alfonso Bonafede
Alfonso Bonafede (ur. 2 lipca 1976 w Mazara del Vallo) – włoski polityk i prawnik, poseł do Izby Deputowanych XVII i XVIII kadencji, w latach 2018–2021 minister sprawiedliwości.

## Życiorys
Z wykształcenia prawnik, absolwent Uniwersytetu Florenckiego. Doktoryzował się w zakresie prawa prywatnego na Uniwersytecie w Pizie. Podjął praktykę w zawodzie adwokata.
Od 2006 związany z inicjatywami, które organizował Beppe Grillo. W tymże roku zorganizował grupę jego sympatyków we Florencji. Dołączył do utworzonej partii Ruch Pięciu Gwiazd, w 2009 bezskutecznie kandydował na burmistrza Florencji.
W wyborach w 2013 po raz pierwszy uzyskał mandat posła do Izby Deputowanych. Stał się później jednym z najbliższych współpracowników Luigiego Di Maio, nowego lidera Ruchu Pięciu Gwiazd. W kampanii wyborczej w 2018 został przedstawiony jako kandydat partii na ministra sprawiedliwości. W wyborach w tym samym roku z powodzeniem ubiegał się o parlamentarną reelekcję.
1 czerwca 2018 objął urząd ministra sprawiedliwości w nowo powołanym rządzie Giuseppe Contego. Pozostał na tym stanowisku również w zaprzysiężonym 5 września 2019 drugim gabinecie dotychczasowego premiera. Funkcję ministra pełnił do 13 lutego 2021.